# Muränålar

Muränor har två käkar.

Muränålar eller muränor (Muraenidae) är en familj i ordningen ålartade fiskar. Det finns ungefär 200 arter och den längsta muränan är Strophidon sathete som kan bli upptill 4 meter lång. Sju arter finns i Europa och vissa arter, exempelvis zebramuräna, förekommer som akvariefisk.
Den europeiska muränan. Muraena helena, som förekommer i Medelhavet och angränsande delar av Atlanten, är marmorerad i brunt och gult. En sällsynt art av muränan finns även i Sverige och Östersjön. Den är en läcker matfisk. 

## Biologi
Muränor saknar bröstfenor[källa behövs] och opariga fenor, medan de pariga fenorna på fiskens båda sidor ligger i ett hudveck på fiskens båda sidor. Huden är tjock, läderartad och saknar fjäll. Den kan misstas för en orm, men är liksom ålen en fisk. De längsta arten kan bli upp till 4 meter lång medan den kraftigaste, jättemuränan, kan nå en vidd likt ett människolår.
Munnen är stor och käkarna kraftiga med välutvecklade tänder, varav vissa står i förbindelse med giftproducerande körtlar. Bettet är kraftigt, och muränan sliter sönder sina byten. Gälöppningarna är reducerade till små hål. De främre näsöppningarna är tublikt förlängda och ibland flikiga. Deras välutvecklade luktsinne vägleder dem till bytet, medan synen är mer begränsad.
Muränor finns på havets klippbottnar och i korallrev.  Under dagen håller muränorna till i hålor och skrevor. På natten kommer de fram för att söka mat, i form av fisk, kräftdjur och bläckfisk.

## Dåligt rykte
Muränorna har, med sina kraftiga käkar och vassa tänder, fått ett rykte om sig att attackera dykare. Det ryktet är betydligt överdrivet, och muränan håller sig helst undan människor. Dock försvarar muränan aggressivt sin bohåla, om den skulle bli trängd. Dykare som handmatar muränor med fisk, löper också vissa risker, eftersom en synsvag muräna lätt kan ta miste på fisk och människofingrar.

## Släkten
- Anarchias
- Channomuraena
- Cirrimaxilla
- Echidna
- Enchelycore
- Enchelynassa
- Ephidrena
- Gymnomuraena
- Gymnothorax
- Monopenchelys
- Muraena
- Pseudechidna
- Rhinomuraena
- Scuticaria
- Strophidon
- Uropterygius